# Gare de Bourron-Marlotte - Grez
Ne doit pas être confondu avec Gare de Grez - Gaudechart.
La gare de Bourron-Marlotte - Grez  est une gare ferroviaire française des lignes de Moret - Veneux-les-Sablons à Lyon-Perrache et de Bourron-Marlotte - Grez à Malesherbes, située sur le territoire de la commune de Bourron-Marlotte, à proximité de Grez-sur-Loing, dans le département de Seine-et-Marne en région Île-de-France.
Elle est mise en service en 1860 par la Compagnie des chemins de fer de Paris à Lyon et à la Méditerranée (PLM). C'est une halte voyageurs de la Société nationale des chemins de fer français (SNCF), desservie par les trains de la ligne R du Transilien. Elle est également ouverte au service de fret pour l'installation terminale embranchée (ITE) de la société des sablières de Bourron.

## Situation ferroviaire
Établie à 71 mètres d'altitude, la gare de Bourron-Marlotte - Grez est située au point kilométrique (PK) 78,483 de la ligne de Moret - Veneux-les-Sablons à Lyon-Perrache, entre les gares de Montigny-sur-Loing et de Nemours - Saint-Pierre.
Ancienne gare de bifurcation, elle est également l'origine au PK 0,00 de la ligne de Bourron-Marlotte - Grez à Malesherbes mais le tronçon jusqu'à la gare de La Chapelle-la-Reine n'est pas ouvert à l'exploitation.

## Histoire

### Gare PLM (1860-1937)
La « gare de Bourron » est mise en service le 14 août 1860 par la Compagnie des chemins de fer de Paris à Lyon et à la Méditerranée (PLM), lorsqu'elle ouvre à l'exploitation la section de Moret à Montargis.
Elle devient une gare de bifurcation le 24 août 1881, lors de la mise en service par la compagnie PLM de la ligne de Bourron-Marlotte à Malesherbes. Cette bifurcation est située juste à la sortie de la gare.

La gare et sa buvette vers 1900
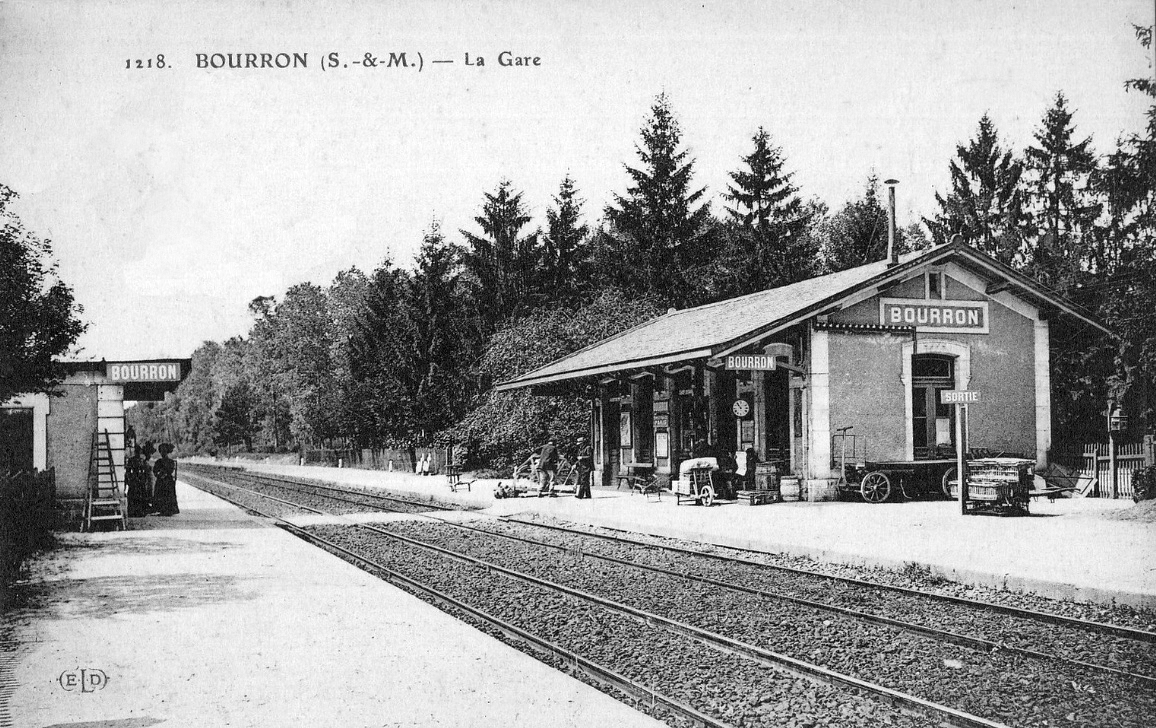
Gare de Bourron, BV de 5 travées.
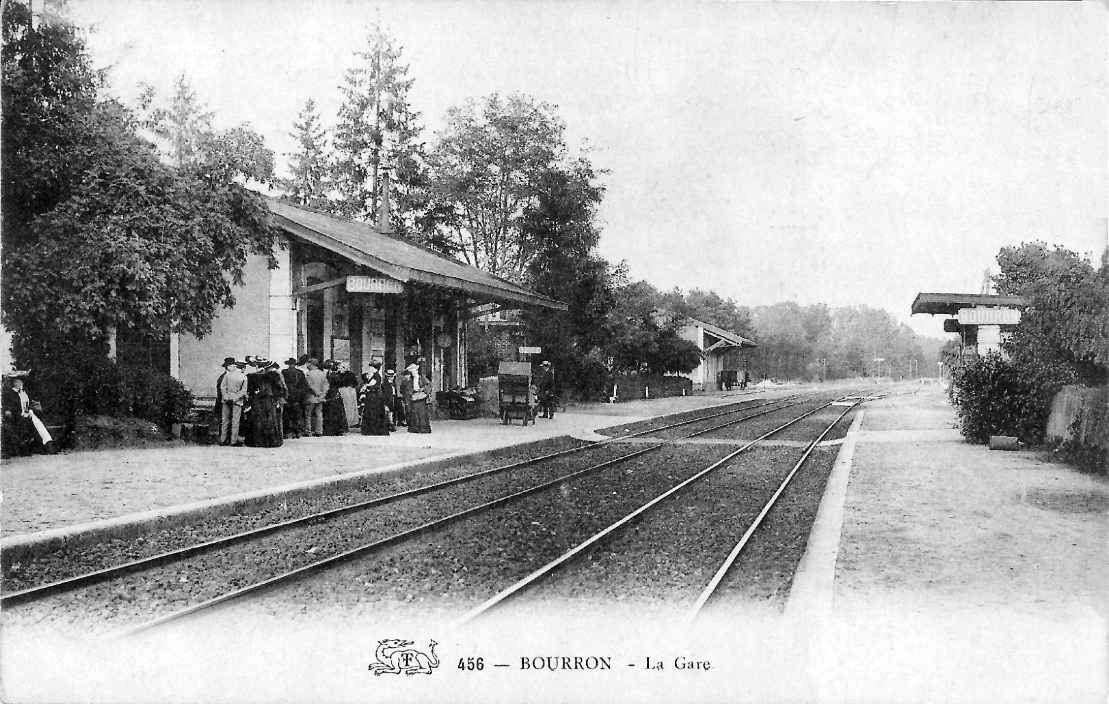
Gare de Bourron, BV de 5 travées et halle à marchandises.
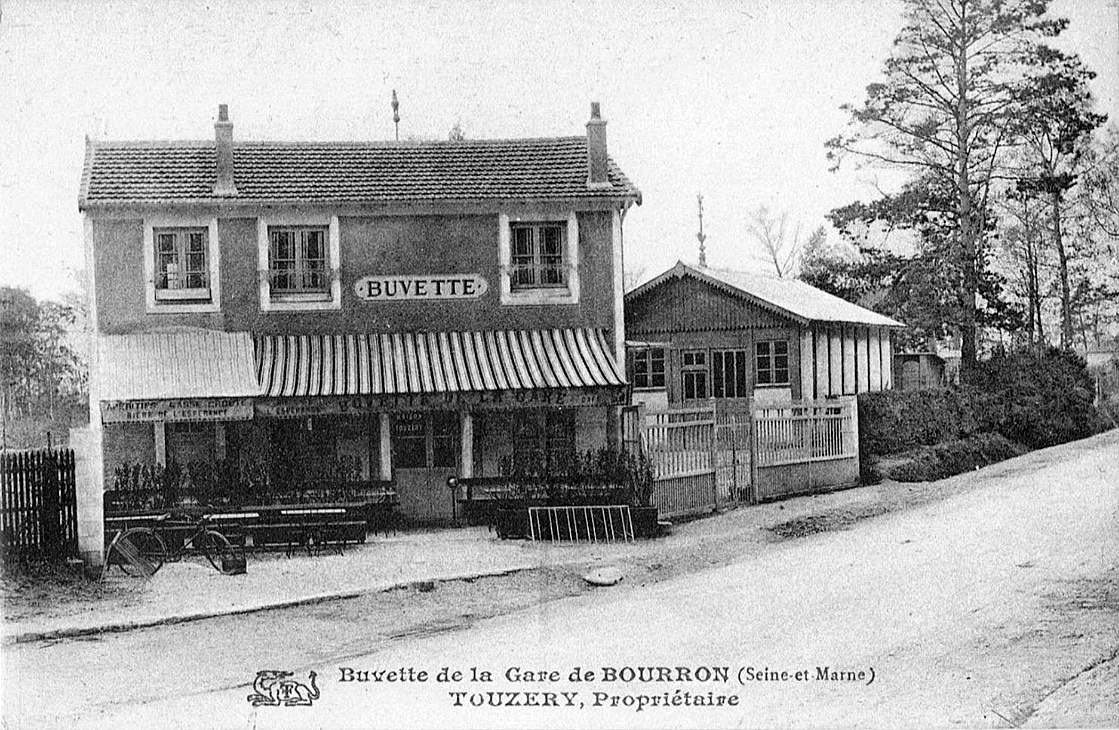
Buvette de la Gare[a]. Touzery, propriétaire.

La « gare de Bourron » figure dans la nomenclature 1911 des gares, stations et haltes de la compagnie PLM. Elle porte le no 17 de la ligne de Bourron à Malesherbes et le no 3 de la ligne de Moret-les-Sablons à Nimes. La gare dispose des services complets, de la grande vitesse (GV) et de la petite vitesse (PV). Cette même année 1911, lors de la Pentecôte, la gare voit passer 4 000 voyageurs du vendredi au mardi. Cette importante fréquentation se reproduit régulièrement.
La société des sablières de Bourron, officiellement créée le 31 octobre 1911, installe un chemin de fer à voie étroite pour apporter son sable à la gare PLM, pour un transbordement qui verra plusieurs systèmes se succéder dans le temps.   Dans les années 1910, la raffinerie de corps gras de Bourron s'installe près de la gare et dispose d'un raccordement qui va apporter du trafic marchandises dans les deux sens. Lors de la Première Guerre mondiale des aménagements et des voies sont réalisés du fait de sa position stratégique de gare de bifurcation. Elle est organisée pour pouvoir recevoir des chars en provenance de Cercottes dans le Loiret.
La gare prend le nom de Bourron-Marlotte lors du changement de nom de la commune, qui est officialisé le 24 octobre 1919.

La gare
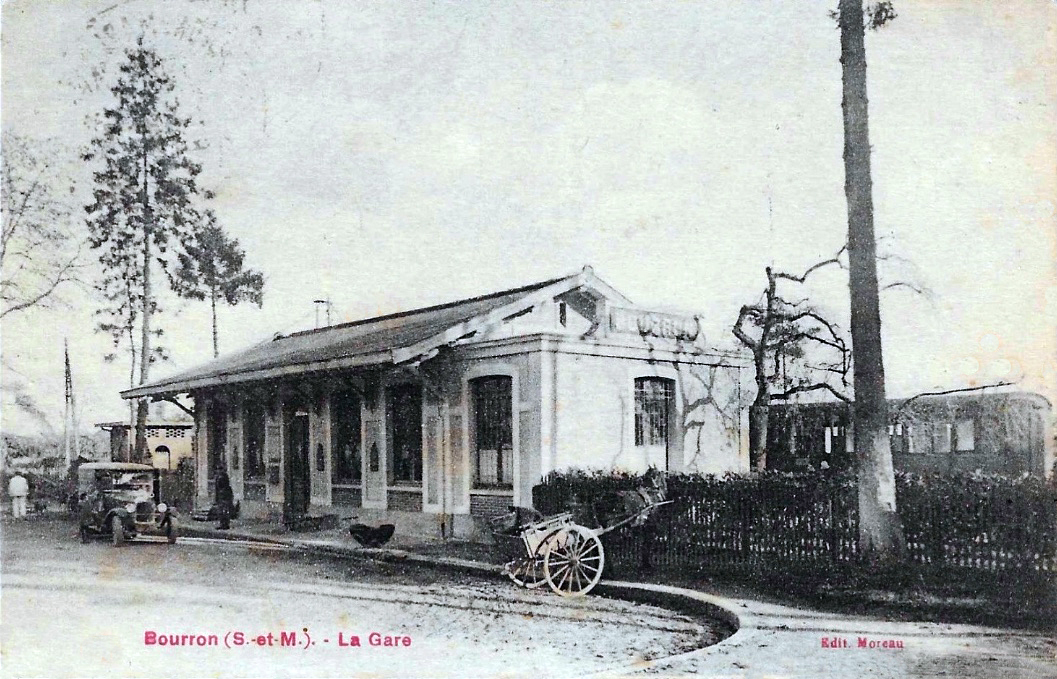
Gare de Bourron, BV de 6 travées, avant 1919.
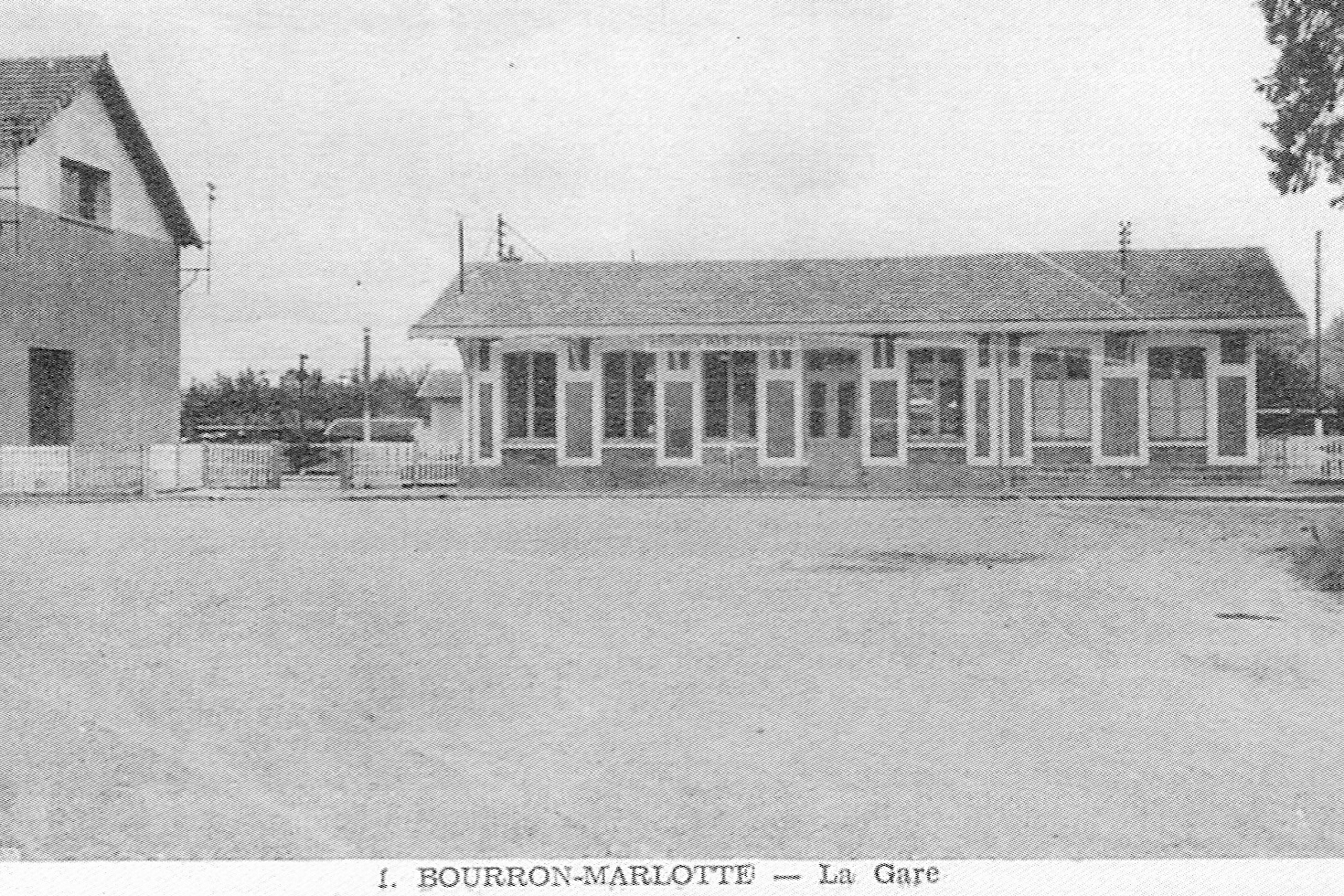
Gare de Bourron-Marlotte, BV de 7 travées, après 1919.

Le service voyageurs est fermé sur la ligne de Bourron à Malesherbes le 1er août 1937.

### Gare SNCF (depuis 1938)
En 2011, la fréquentation journalière de la gare était de 20 voyageurs.
En 2018, la traversée des voies par un passage piétonnier ne serra bientôt qu'un souvenir car, après l'accident d'avril 2015, des mesures de sécurité renforcées ont été prises en concertation entre la SNCF, la municipalité et des associations qui, par ailleurs, ont également lancé des études pour la faisabilité d'un souterrain. Depuis 2012, deux accidents mortels ont eu lieu dans le cadre du passage piétonnier. Le 25 décembre 2018, le souterrain est en service.

Le passage piéton avant la création du souterrain
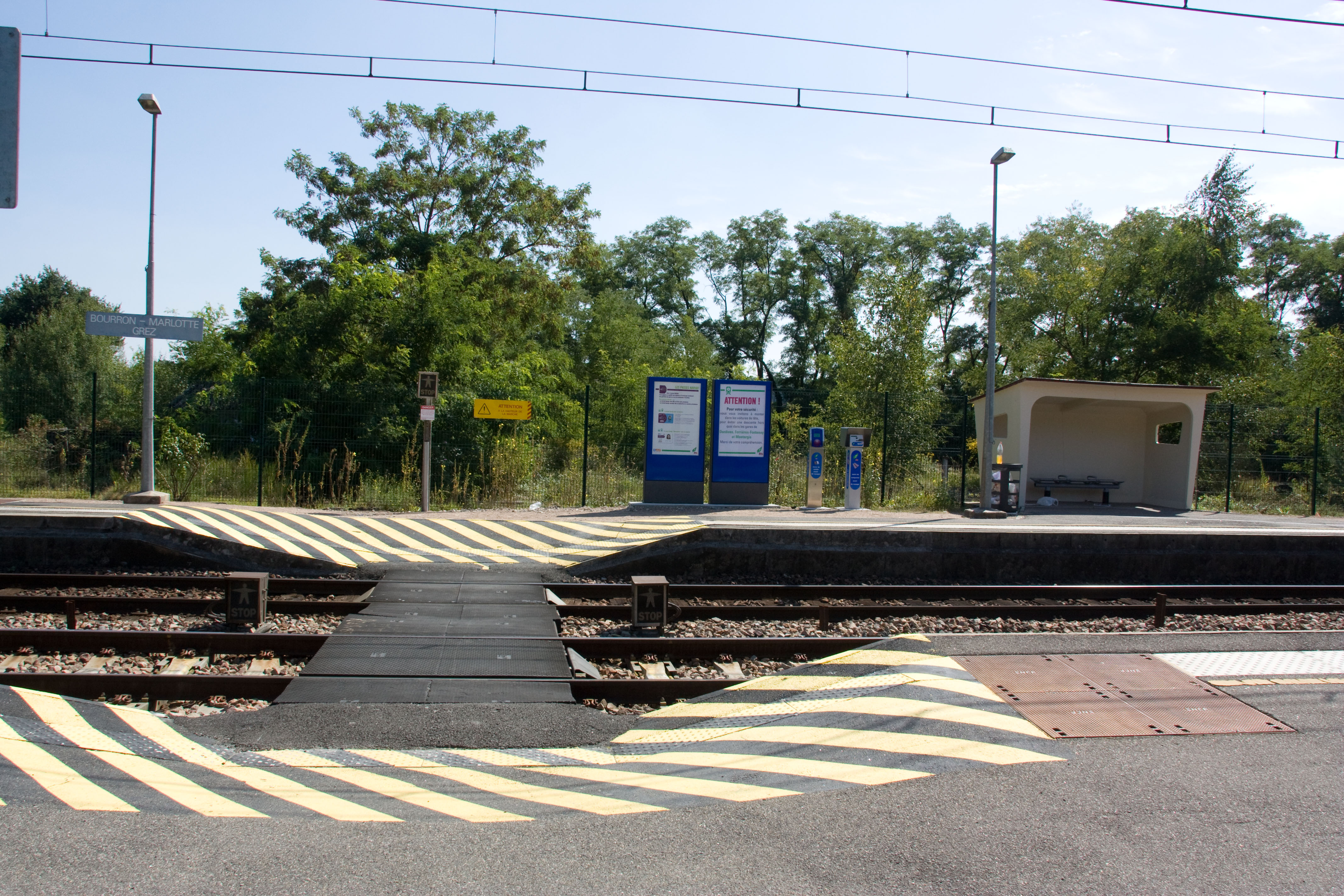
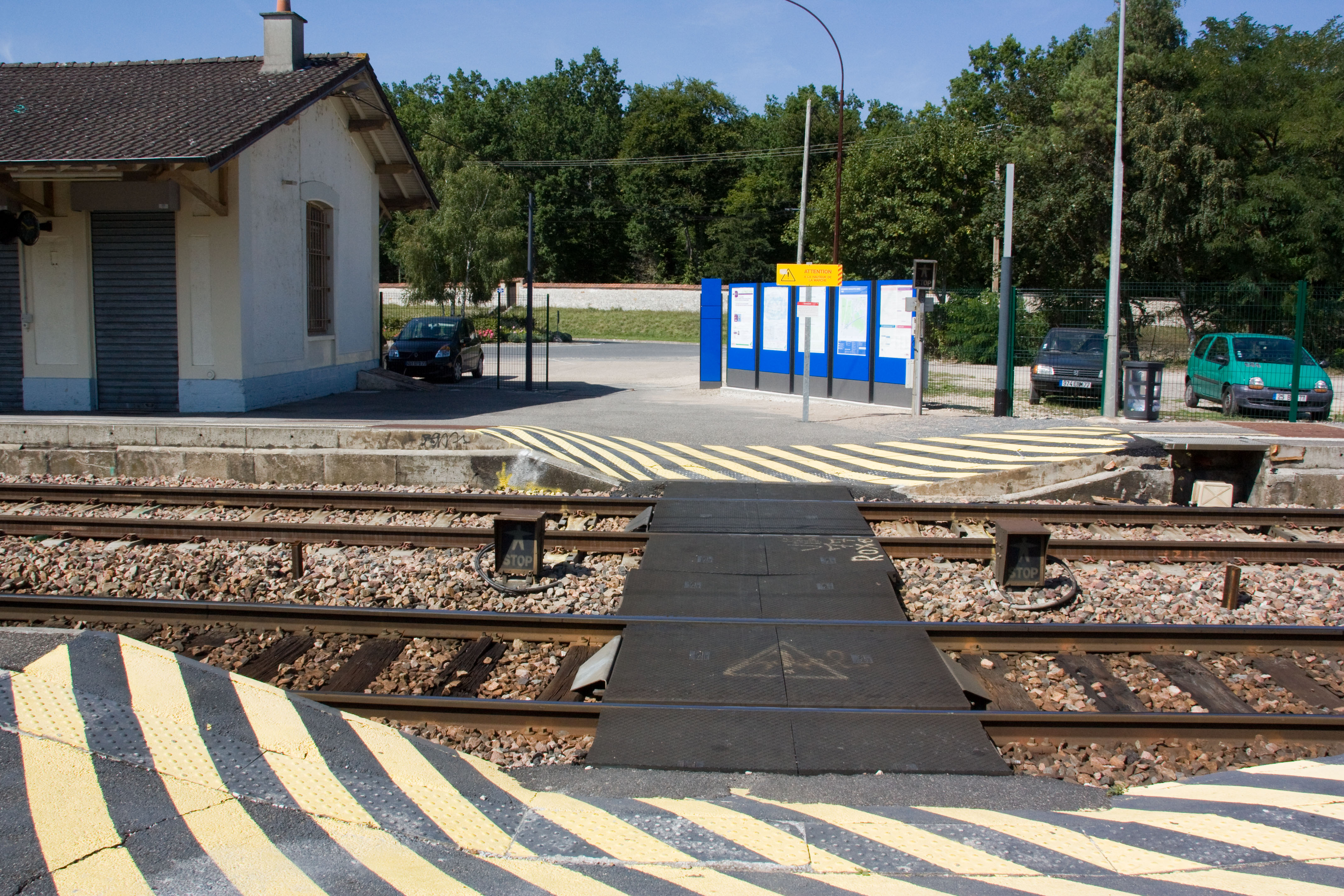
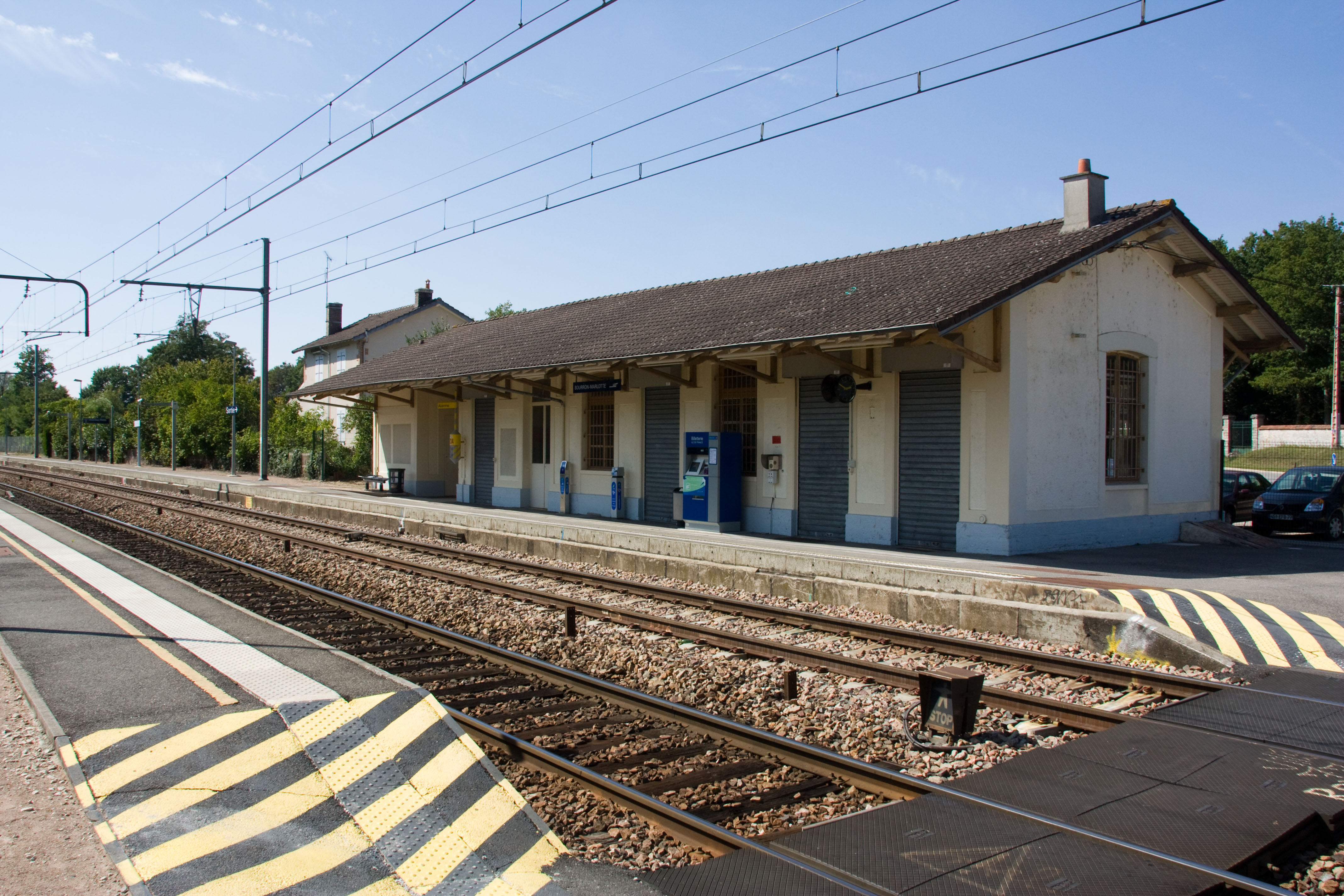

## Service des voyageurs

### Accueil
Halte SNCF, c'est un point d'arrêt non géré (PANG) à accès libre. Elle dispose d'automates pour l'achat de titres de transport Transilien.
Depuis 2018, le passage d'un quai à l'autre s'effectue par un passage souterrain.

### Desserte
Bourron-Marlotte - Grez est desservie par les trains de la ligne R du Transilien (réseau Paris Sud-Est) circulant entre Paris-Gare-de-Lyon et Montargis, au rythme d'un par heure et par sens, toute la journée, tous les jours.

Installations et desserte en 2010
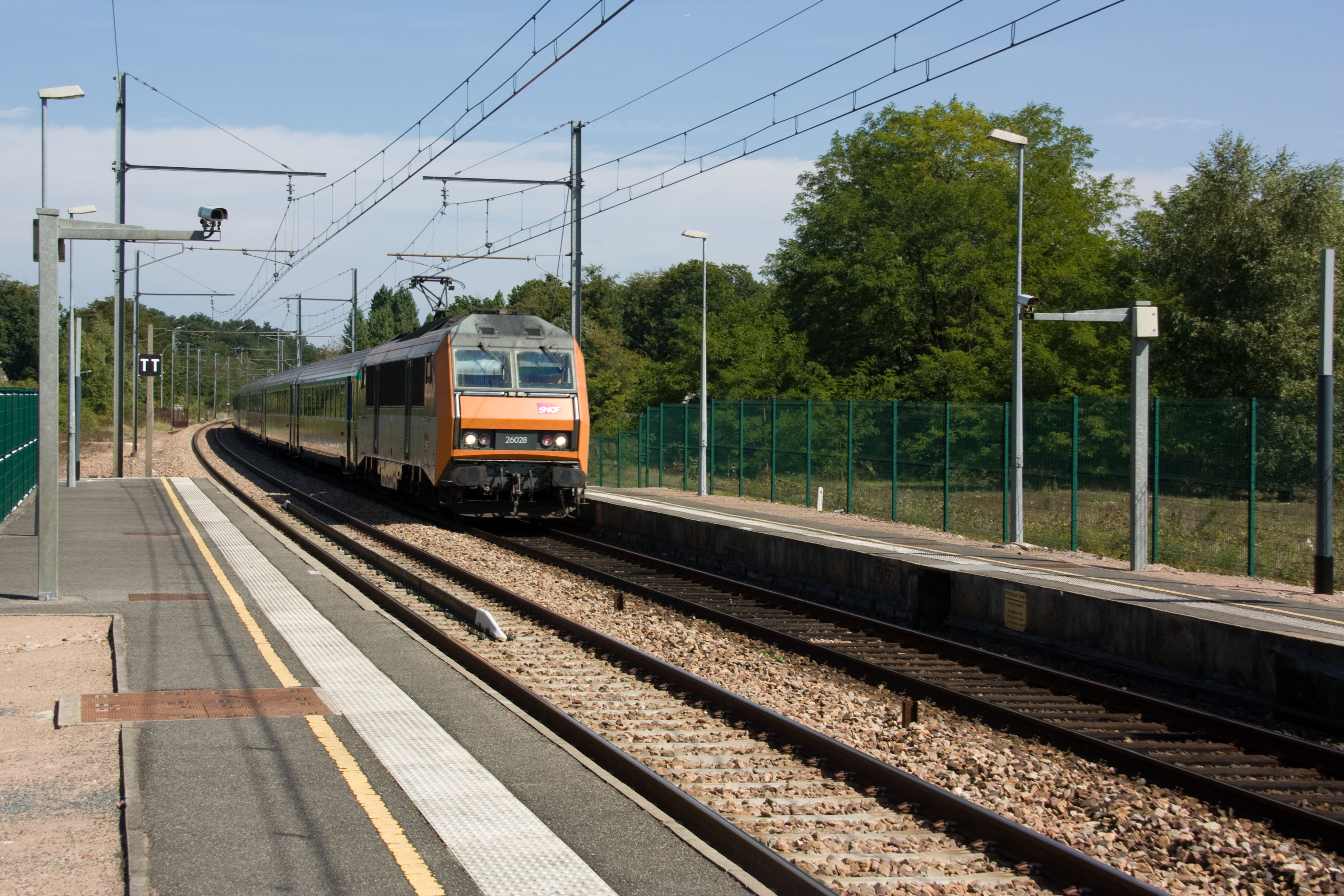
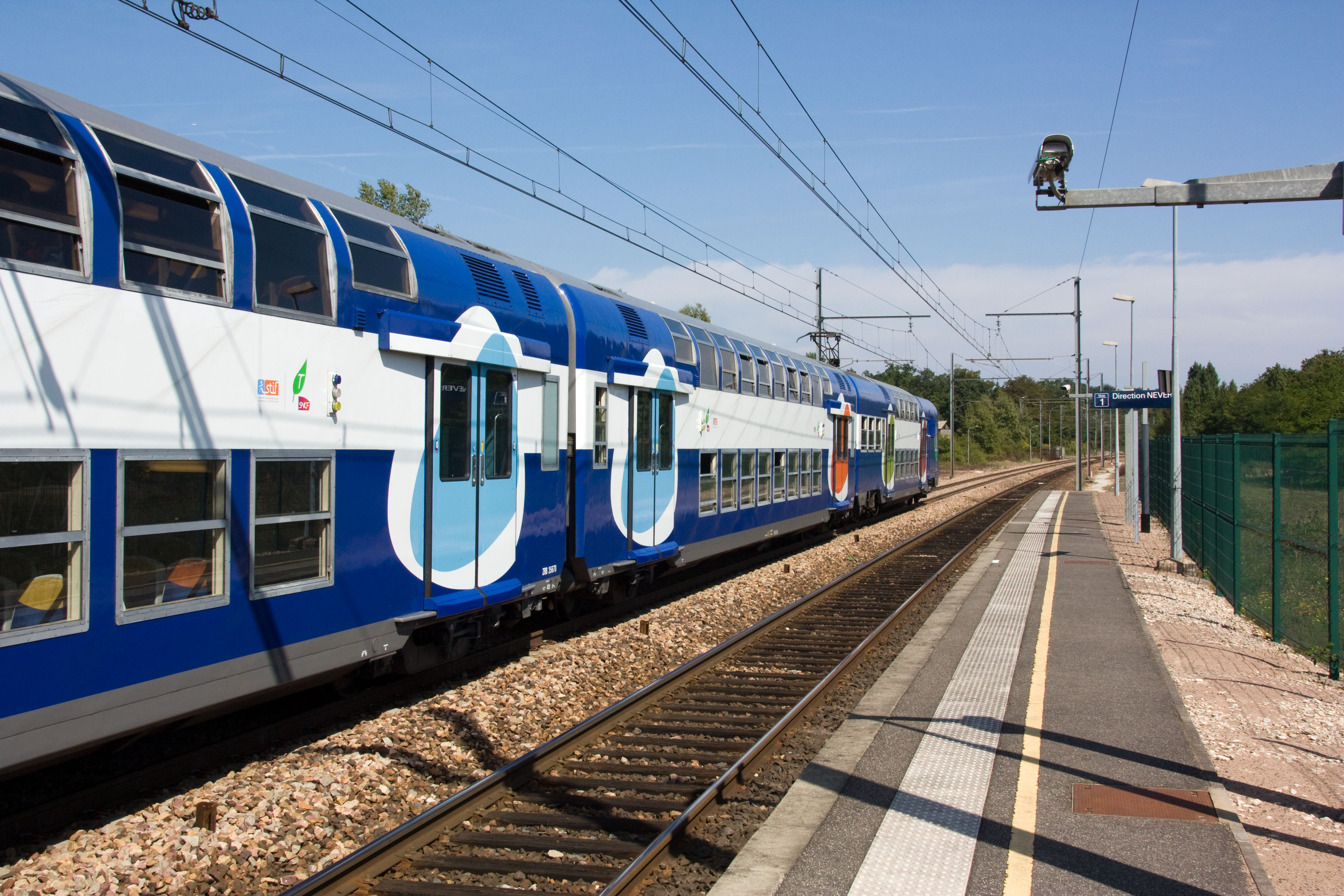
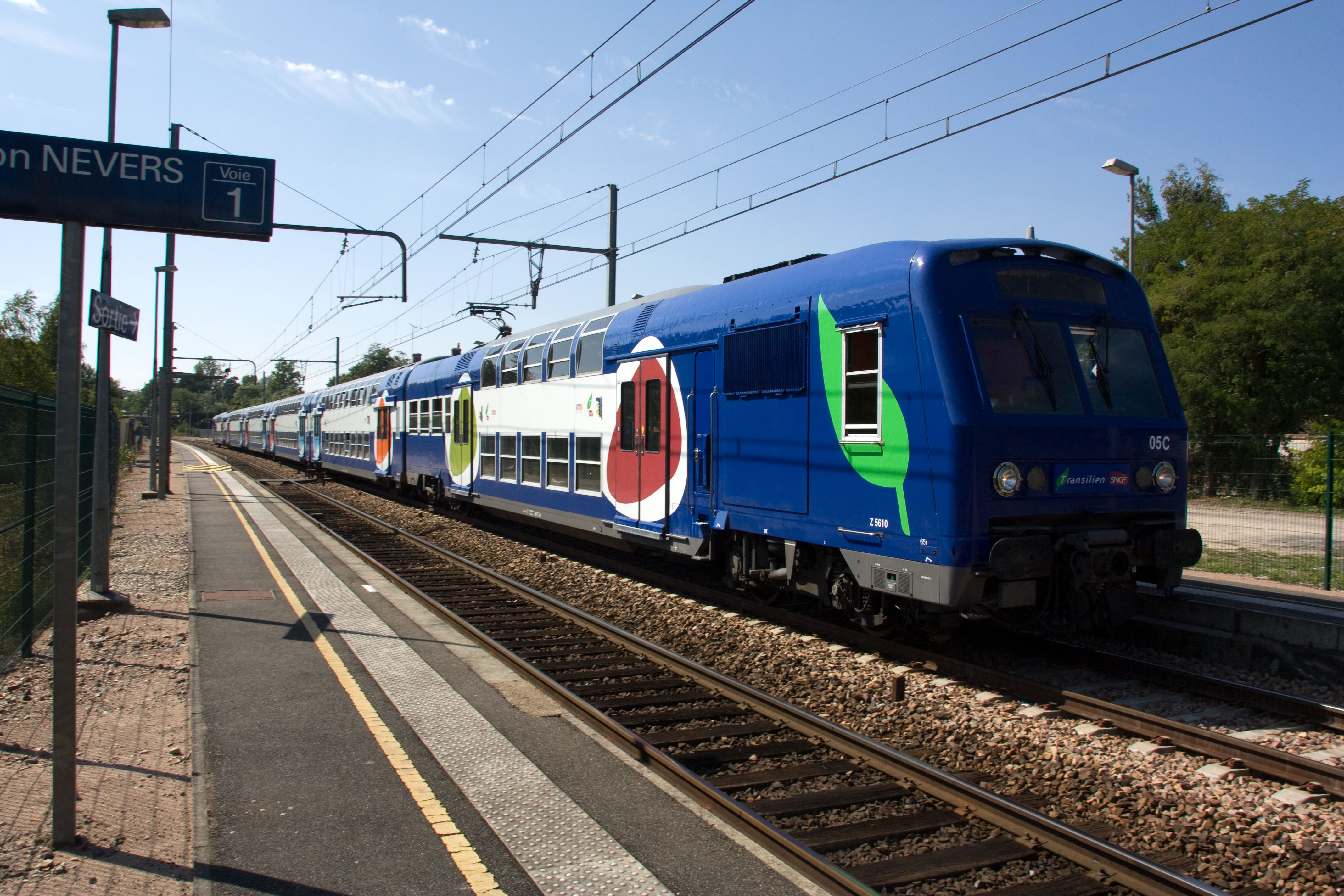
Desserte Transilien (Z 5600).

### Intermodalité
Un parking pour les véhicules y est aménagé. La gare est desservie par les lignes 3530, 3531, 3533 et 3536 du réseau de bus Vallée du Loing - Nemours.

## Service des marchandises

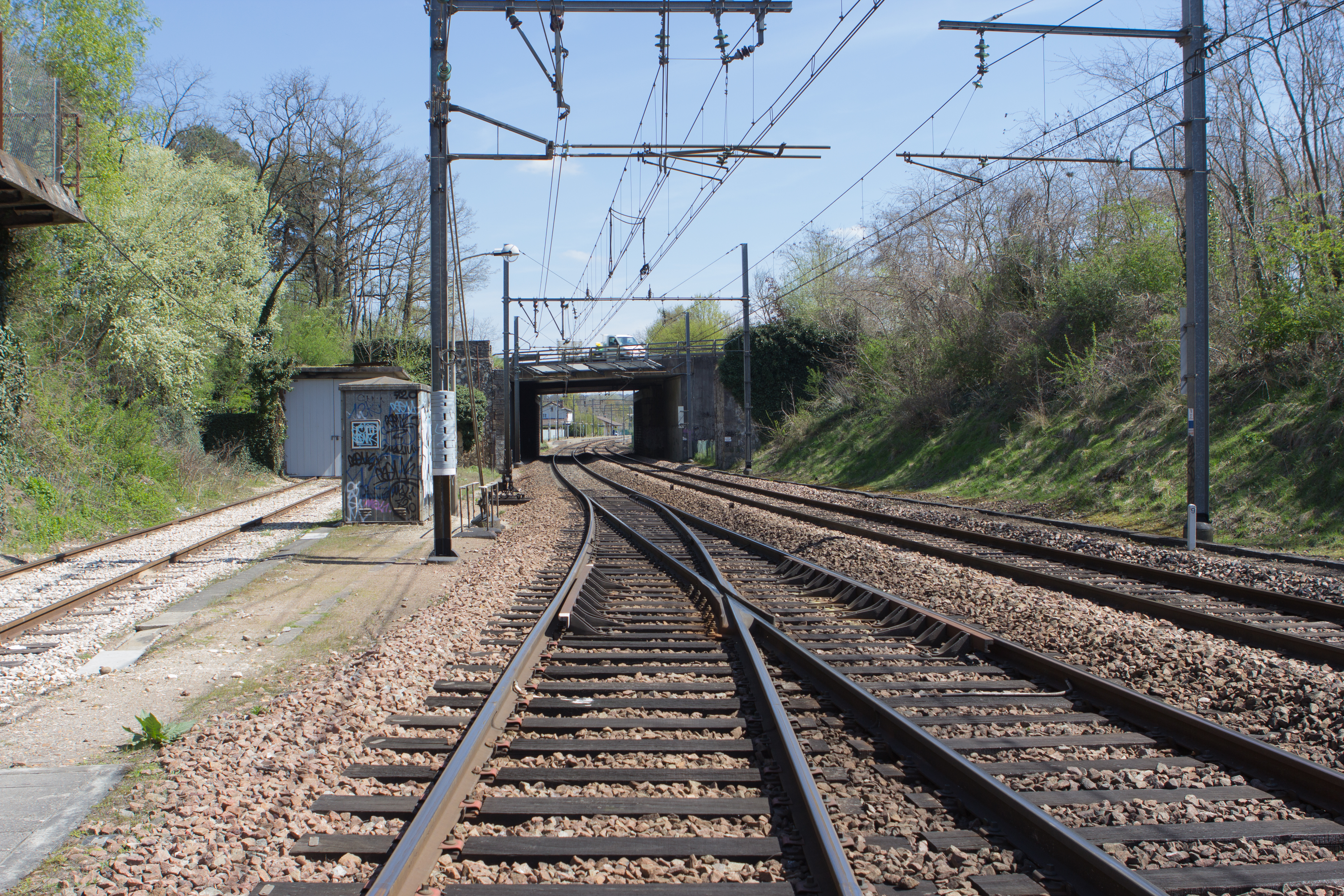
Le débranchement.

La gare de Bourron-Marlotte - Grez comporte à proximité une installation terminale embranchée (ITE) de la société des sablières de Bourron, fondée en 1911, qui est ouverte au service de fret pour des trains massifs, gérée par la gare de Nemours - Saint-Pierre. Cette ITE est située sur la partie orientale de la ligne de Bourron-Marlotte à Malesherbes.
Sur la photo ci-contre, le débranchement de la ligne de Bourron-Marlotte à Malesherbes à l'ouest de la gare, que l'on aperçoit à l'arrière plan.

## Patrimoine ferroviaire
L'ancien bâtiment voyageurs, inutilisé pour le service Transilien, est toujours présent sur le site.